# Bundesgymnasium und Bundesrealgymnasium Pestalozzi
Das Bundesgymnasium und Bundesrealgymnasium Pestalozzi ist ein Bundesgymnasium und Bundesrealgymnasium in der Pestalozzistraße im 6. Stadtbezirk Jakomini in Graz in der Steiermark.

## Geschichte
In Räumlichkeiten in der Kaiserfeldgasse wurde 1906 die Schule als k. k. II Staats-Realschule gegründet. Erst sechs Jahre später 1912 zog man aus den provisorischen Räumlichkeiten aus und an die heutige Adresse in der Pestalozzistraße ein. Nach Ende des 1. Weltkriegs wurde der Name in Zweite Staats-Realschule Graz und später Zweite Bundes-Realschule Graz geändert.
1932 erfolgte die Umbenennung in II. Bundes-Realgymnasium. Nach dem Anschluss Österreichs erfolgte die Umwandlung in die II. staatliche Oberschule für Jungen, die Schule erhielt jedoch nach dem Ende des 2. Weltkriegs ihren alten Namen zurück. Aufgrund der allgemeinen Raumnot in der Nachkriegszeit musste der Unterricht am Standort als Wechselunterricht organisiert werden. Neben dem Knabengymnasium wurde auch ein Mädchengymnasium beherbergt, bis dieses 1980 in die Dreihackengasse ausgelagert wurde.
1970 erwarb die Schule ein Almhaus in Hirschegg in der Weststeiermark, welches nach umfangreicher Sanierung als Schülerheim Zenzbauer wiedereröffnet wurde. Das Schülerheim wird heute für Projektwochen, Sommersportwochen, Skikurse und Feiern genutzt.
Nach Sanierung und Modernisierung 2005, konnte 2006 das hundertjährige Jubiläum der Schule begangen werden. Zugleich bekam die Schule den Titel einer UNESCO-Schule verliehen.
Im Jahr 2020 wurde ein zweistöckiger Neubau eröffnet. Im Erdgeschoß befindet sich eine Schulkantine, im zweiten Stock moderne Klassenräume sowie Einrichtungen der Nachmittagsbetreuung.

## Lehrangebot
Die Schule bietet zwei Zweige an, einerseits das Gymnasium mit Schwerpunkt auf die sprachliche Ausbildung und andererseits das Realgymnasium mit naturwissenschaftlichen Schwerpunkt. Schüler des Zweiges Gymnasium müssen dabei als zweite Fremdsprache, ab der siebten Schulstufe, Italienisch lernen. Für beide Zweige ist hingegen Latein-Unterricht ab der neunten Schulstufe verpflichtend, weitere Sprachen können als unverbindliche Übungen erlernt werden.
Im Zweig Realgymnasium sind die Fächer Geometrisches Zeichnen und Darstellende Geometrie verpflichtend zu besuchen. Dazu gibt es mehr Wochenstunden in naturwissenschaftlichen Fächern wie Mathematik oder Physik. Das erworbene Wissen wird in Kleingruppen in Laboren durch Experimente und praktisches Arbeiten ergänzt.
Als Zusatzangebot gibt es Vorbereitungskurse für die Ablegung des Cambridge Certificate. So wird pro Jahrgang jeweils eine Klasse mit der Unterrichtssprache Englisch geführt. Zumindest vier Fächer sollen dabei komplett in Englisch unterrichtet werden. Begabte Schüler wird die Teilnahme an den Eurolingua-Wettbewerben ermöglicht und gezielt darauf vorbereitet. Zusätzlich nimmt die Schule am Comenius-Programm teil und ermöglicht in diesem Rahmen einen Schüleraustausch.
Als freiwillige Leistung können Schüler den Unternehmerführerschein und den ICDL erwerben. Zentraler Bestandteil der Ausbildung ist das Fach Musik. Zusätzlich zum Musikunterricht wird ein Schulchor, ein Vokalensemble und eine Schulband geführt.

## Club Pestalozzi
Der Club Pestalozzi ist der Schulverein und bietet neben dem Schulunterricht Kurse an. Diese vertiefen die Schwerpunktsetzung der Schule und werden vor allem in den Bereichen Naturwissenschaft, Sprachen, Musik und Sport angeboten.

## Bekannte Schüler
- Christoph Binder (* 1951), Bibliothekar
- Attila Fenyves (* 1945), Rechtswissenschaftler
- Barbara Frischmuth (1941–2025), Schriftstellerin
- Kurt Jungwirth (1929–2025), Politiker, Schach- und Kulturfunktionär[4]
- Wilhelm Nordberg (1930–1976), österreichisch-US-amerikanischer Physiker
- Matthias Pokorn (* 1992), Politiker
- Heinrich Purkarthofer (1934–2005), Historiker
- Jochen Rindt (1942–1970), Rennfahrer
- Gert Steinbäcker (* 1952), Musiker
- Alfons Vodosek (1912–1996), Musiker